# Marco Di Vaio
Marco Di Vaio (n. 15 iulie 1976, Roma, Italia) este un fost fotbalist italian care a evoluat în prima ligă din campionatele Italiei, Spaniei, Franței, precum și în MLS. El a adunat paisprezece prezențe în echipa națională de fotbal a Italiei, marcând două goluri.

## Palmares
Di Vaio are în palmares un titlu de golghter al ligii secunde italiene, obținut în urma sezonului 1997-1998, cât evolua la Salernitana, echipă cu care a promovat în același an în Serie A. În sezonul 2001-2002 a câștigat Cupa Italiei alături de Parma, și un an mai târziu a devenit campion al Italiei cu Juventus. În 2003 a câștigat și Supercupa Italiei, iar în 2004 a obținut Supercupa Europei când evolua pentru Valencia. Ca membru al echipei naționale a Italiei, a participat la Campionatul European din 2004.
A fost primul jucător desemnat pentru Montreal Impact, în MLS, unde a câștigat Campionatul canadian în 2013 și 2014, fiind ales și în MLS Best XI în urma prestațiilor avute în sezonul 2013.

### Club
Salernitana
- Serie B 1: 1997–98

Parma
- Coppa Italia (1): 2001–02
- Supercoppa Italiana (1): 1999

Juventus
- Serie A (1): 2002–03
- Supercoppa Italiana (1): 2003
- UEFA Champions League

Finalist: 2002–2003
Valencia
- Supercupa Europei (1): 2004

Montreal
- Canadian Championship (2): 2013, 2014

### Individual
- Golgheter Serie B: 1997-98
- MLS Best XI: 2013

## Statistici

### Club
La 29 septembrie 2013.
|               |                     |               | Campionat | Campionat | Cupă    | Cupă   | Continental | Continental | Total   | Total  |
| Club          | Sezon               | Campionat     | Meciuri   | Goluri    | Meciuri | Goluri | Meciuri     | Goluri      | Meciuri | Goluri |
| ------------- | ------------------- | ------------- | --------- | --------- | ------- | ------ | ----------- | ----------- | ------- | ------ |
| Lazio         | Serie A             | 1993–94       | 0         | 0         | 1       | 0      | 1           | 0           | 2       | 0      |
| Lazio         | Serie A             | 1994–95       | 8         | 3         | 4       | 0      | 1           | 1           | 13      | 4      |
| Lazio         | Serie A             | Total         | 8         | 3         | 5       | 0      | 2           | 1           | 15      | 4      |
| Verona        | Serie B             | 1995–96       | 7         | 1         | 0       | 0      | –           | –           | 7       | 1      |
| Verona        | Serie B             | Total         | 7         | 1         | 0       | 0      | –           | –           | 7       | 1      |
| Bari          | Serie B             | 1996–97       | 27        | 3         | 0       | 0      | –           | –           | 27      | 3      |
| Bari          | Serie B             | Total         | 27        | 3         | 0       | 0      | –           | –           | 27      | 3      |
| Salernitana   | Serie B             | 1997–98       | 36        | 21        | 2       | 0      | –           | –           | 38      | 21     |
| Salernitana   | Serie A             | 1998–99       | 31        | 12        | 1       | 0      | –           | –           | 32      | 12     |
| Salernitana   | Serie A             | Total         | 67        | 33        | 3       | 0      | –           | –           | 70      | 33     |
| Parma         | Serie A             | 1999–00       | 23        | 6         | 1       | 0      | 3           | 1           | 27      | 7      |
| Parma         | Serie A             | 2000–01       | 27        | 15        | 7       | 3      | 5           | 2           | 39      | 20     |
| Parma         | Serie A             | 2001–02       | 33        | 20        | 5       | 0      | 10          | 2           | 48      | 22     |
| Parma         | Serie A             | Total         | 83        | 41        | 13      | 3      | 18          | 5           | 114     | 49     |
| Juventus      | Serie A             | 2002–03       | 26        | 7         | 3       | 0      | 11          | 4           | 40      | 11     |
| Juventus      | Serie A             | 2003–04       | 29        | 11        | 8       | 3      | 7           | 3           | 44      | 17     |
| Juventus      | Serie A             | Total         | 55        | 18        | 11      | 3      | 18          | 7           | 84      | 28     |
| Valencia      | La Liga             | 2004–05       | 30        | 11        | 1       | 0      | 8           | 3           | 39      | 14     |
| Valencia      | La Liga             | 2005–06       | 5         | 0         | 0       | 0      | 6           | 0           | 11      | 0      |
| Valencia      | La Liga             | Total         | 35        | 11        | 1       | 0      | 14          | 3           | 50      | 14     |
| AS Monaco     | Ligue 1             | 2005–06       | 15        | 5         | 3       | 0      | –           | –           | 18      | 5      |
| AS Monaco     | Ligue 1             | 2006–07       | 14        | 3         | 3       | 0      | –           | –           | 17      | 3      |
| AS Monaco     | Ligue 1             | Total         | 29        | 8         | 6       | 0      | –           | –           | 35      | 8      |
| Genoa         | Serie B             | 2006–07       | 22        | 9         | 0       | 0      | –           | –           | 22      | 9      |
| Genoa         | Serie A             | 2007–08       | 22        | 3         | 2       | 1      | –           | –           | 24      | 4      |
| Genoa         | Serie A             | Total         | 44        | 12        | 2       | 1      | –           | –           | 46      | 13     |
| Bologna       | Serie A             | 2008–09       | 38        | 24        | 2       | 1      | –           | –           | 40      | 25     |
| Bologna       | Serie A             | 2009–10       | 30        | 12        | 1       | 0      | –           | –           | 31      | 12     |
| Bologna       | Serie A             | 2010–11       | 38        | 19        | 1       | 0      | –           | –           | 39      | 19     |
| Bologna       | Serie A             | 2011–12       | 37        | 10        | 1       | 0      | –           | –           | 38      | 10     |
| Bologna       | Serie A             | Total         | 143       | 65        | 5       | 1      | –           | –           | 148     | 66     |
| Montreal      | Major League Soccer | 2012          | 17        | 5         | 3       | 0      | –           | –           | 20      | 5      |
| Montreal      | Major League Soccer | 2013          | 33        | 20        | 3       | 2      | –           | –           | 36      | 22     |
| Montreal      | Major League Soccer | 2014          | 26        | 9         | 4       | 0      | 3           | 4           | 33      | 13     |
| Montreal      | Major League Soccer | Total         | 76        | 34        | 10      | 2      | 3           | 4           | 89      | 40     |
| Total carieră | Total carieră       | Total carieră | 574       | 229       | 56      | 10     | 55          | 20          | 685     | 259    |

### Internațional
| Italia | Italia  | Italia |
| An     | Meciuri | Goluri |
| ------ | ------- | ------ |
| 2001   | 1       | 0      |
| 2002   | 4       | 0      |
| 2003   | 5       | 2      |
| 2004   | 4       | 0      |
| Total  | 14      | 2      |